# Антонио Пигафета
Антонио Пигафета (на венециански: Antonio Pigafetta, на италиански: Antonio Pigafetta) е венециански мореплатавел и писател. Той се присъединява към испанската експедиция от 1519 г. за откриване на път към Островите на подправките, водена от португалеца Фернандо Магелан, който осъществява първото околосветско пътешествие. Пигафета става известен като летописеца на това пътшествие. В хода на експедицията той служи като асистент на Мегалан до смъртта му във Филипините. Води точен дневник, който по-късно му помага да преведе себуанския език, като това е и първият документ, споменаващ този език.
Пигафета е един от 18-те души (от общо около 240), които завършват цялото околосветско пътешествие, завръщайки се в Испания през 1522 г. под командването на Хуан Себастиан де Елкано. Голяма част от първоначалните моряци се разбунтуват и се връщат обратно още на първата година. Оцелелият дневник на Пигафета е извор на по-голямата част от сведенията относно пътешествията на Магелан и Елкано.